# Passo Tre Croci
Le passo Tre Croci (Són Zuógo en ladin) est un col alpin des Dolomites situé à 1 805 m entre le Monte Cristallo au nord et le Sorapiss au sud. Il relie la vallée du Boite (bassin d'Ampezzo) et Cortina d'Ampezzo à Misurina, hameau d'Auronzo di Cadore dans le val d'Ansiei.

## Toponymie

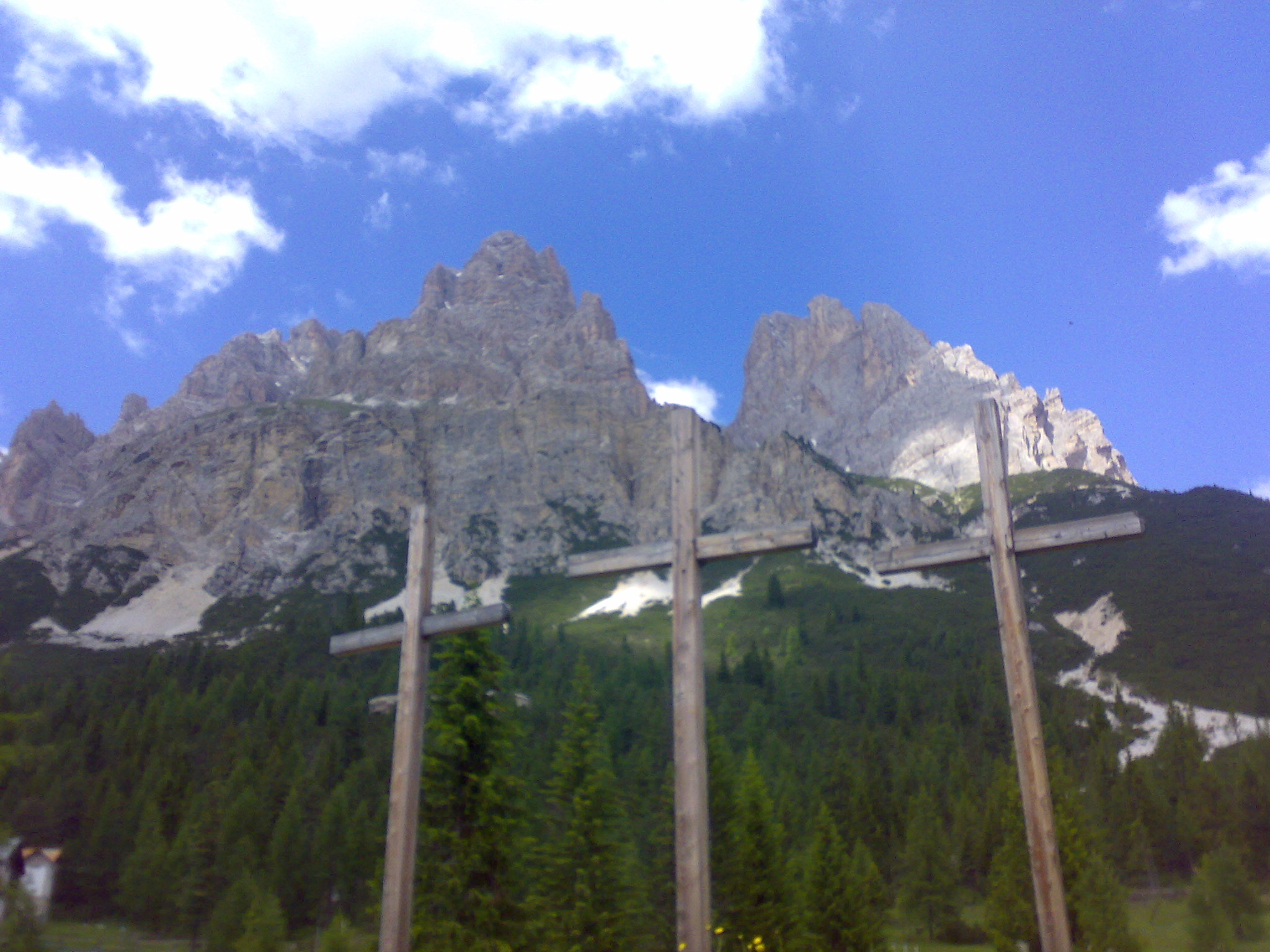
Les trois croix en bois.

Le nom du col est un hommage à une tragédie survenue en février 1789 : une mère, qui a quitté Auronzo di Cadore pour Cortina d'Ampezzo  avec ses deux enfants à la recherche de travail, est morte d'engelures près du col. En mémoire de ce qui s'est passé, trois croix en bois ont été érigées.

## Géographie
Le col se situe sur la route nationale 48. Au col, il y a plusieurs ouvrages défensifs (bunkers) qui font partie de la barrière de passo Tre Croci, qui fait partie du Mur alpin.
Le passo Tre Croci est un point de départ populaire pour les randonneurs : deux sentiers mènent au refuge Vandelli (Sorapiss).

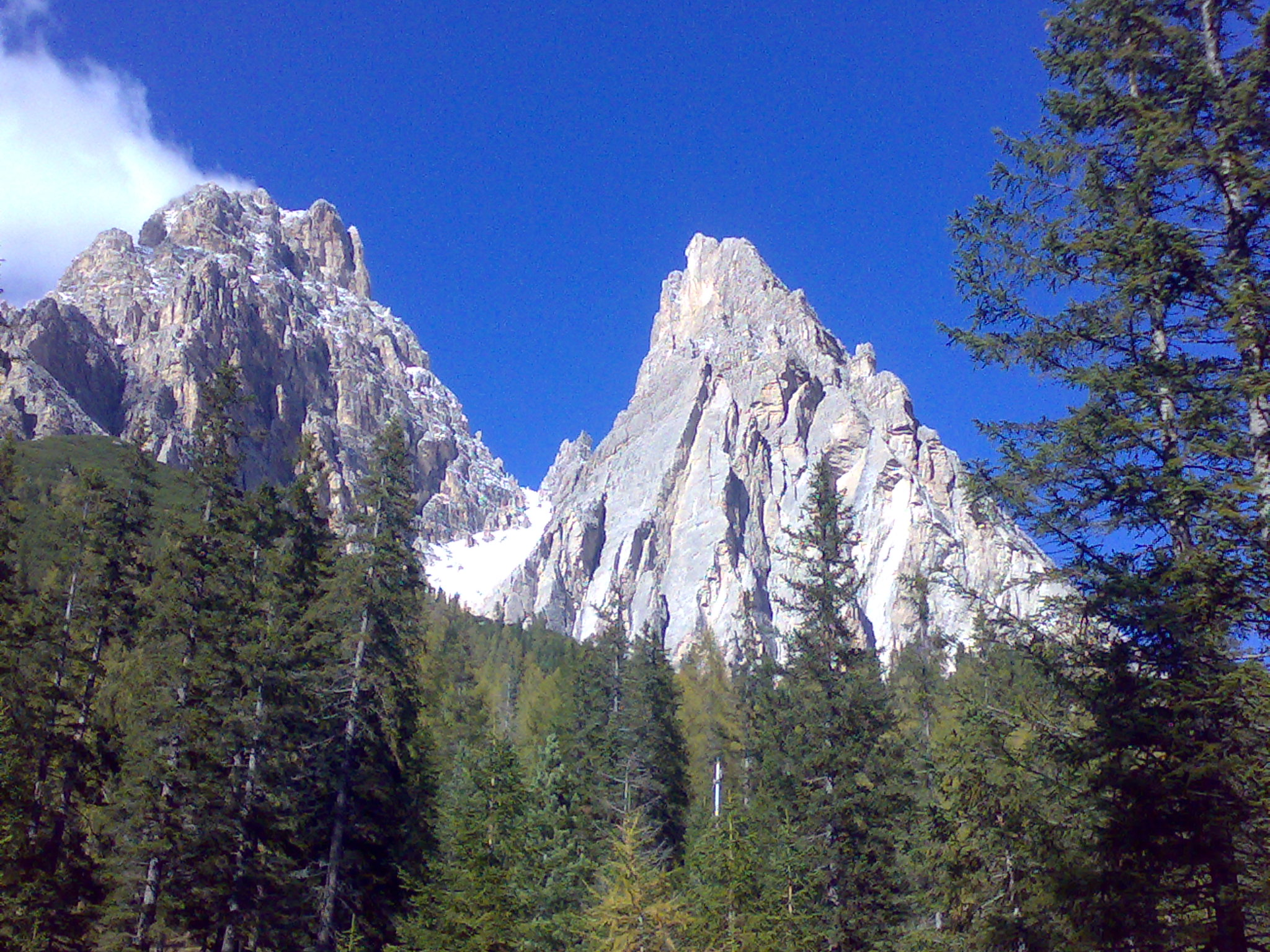
Le Piz Popena.
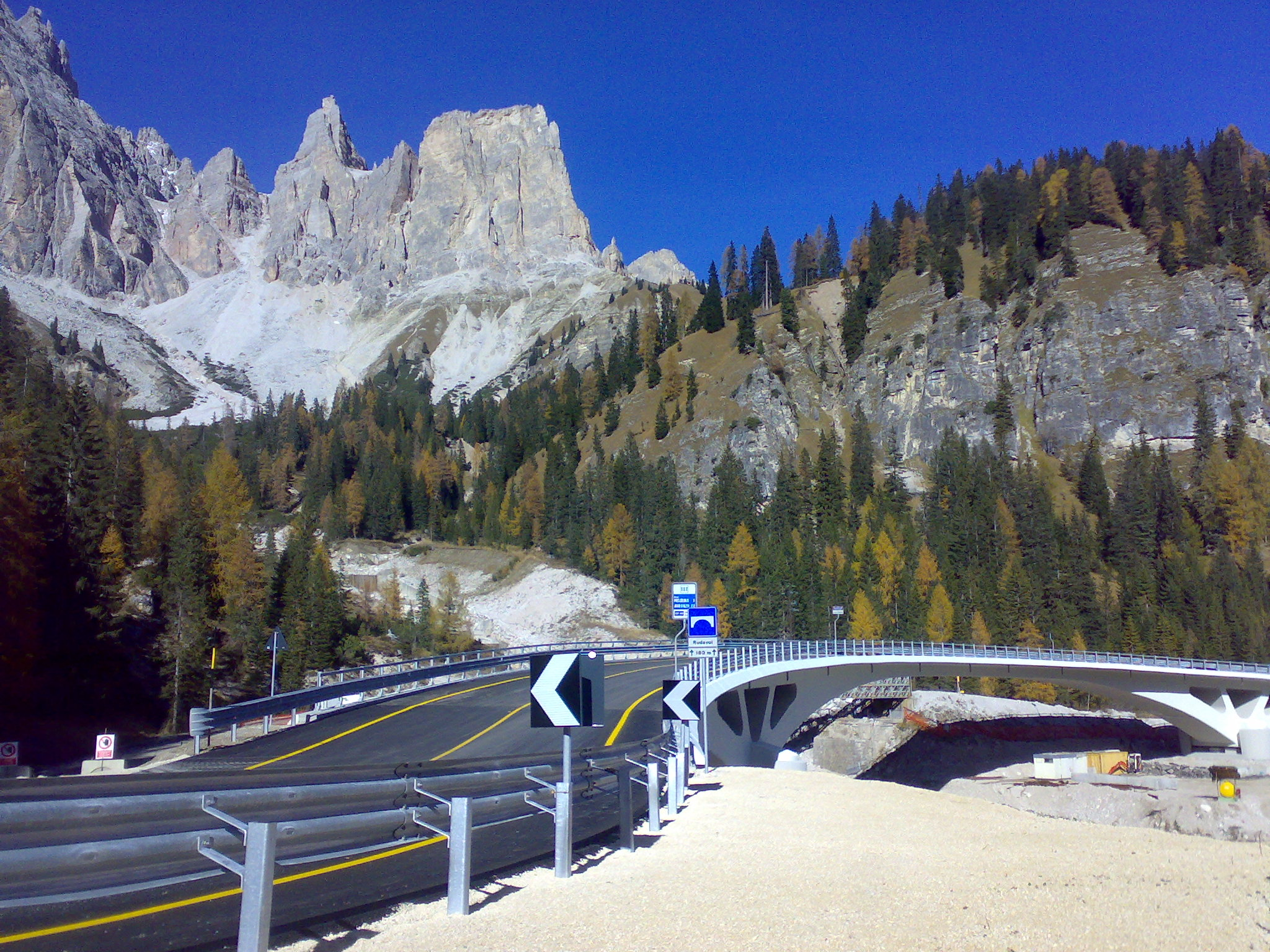
Le nouveau pont sur le Rudavoi.
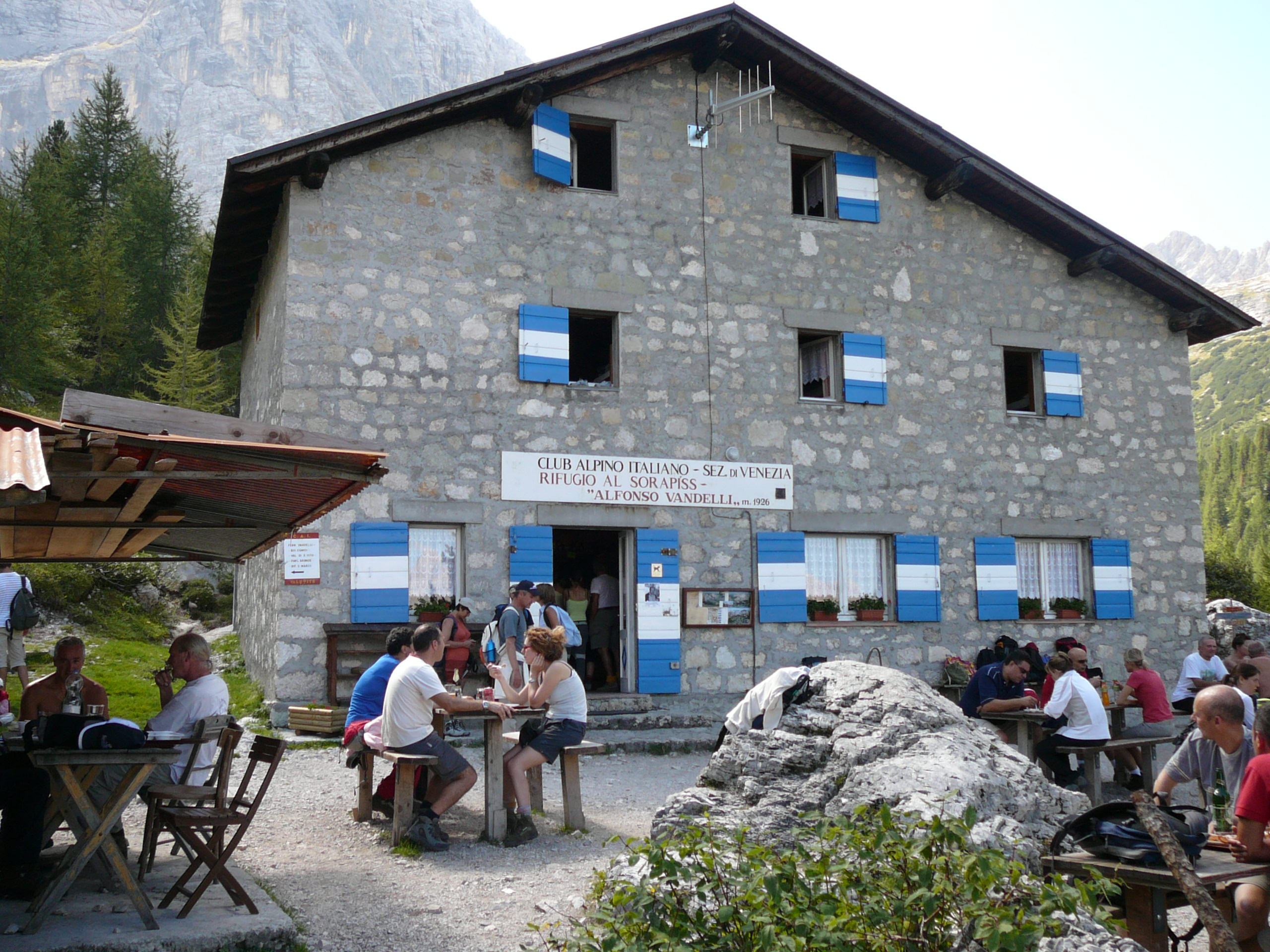
Le refuge Vandelli.

## Cyclisme
Le col a été franchi plusieurs fois par le Tour d'Italie, la première fois lors de l'édition 1966,, : 
| Année | Étape                                               | Premier au col     | Ascension depuis  |
| ----- | --------------------------------------------------- | ------------------ | ----------------- |
| 1966  | 20e : Moena > Belluno                               | Ambrogio Portalupi | Cortina d'Ampezzo |
| 1970  | 19e : Rocca Pietore > Dobbiaco                      | Michele Dancelli   | Cortina d'Ampezzo |
| 1971  | 18e : Lienz > Falcade                               | Selvino Poloni     | Auronzo di Cadore |
| 1973  | 19e : Andalo > Auronzo di Cadore                    | José Manuel Fuente | Cortina d'Ampezzo |
| 1980  | 19e : Longarone > Cles                              | Claudio Bortolotto | Cortina d'Ampezzo |
| 1981  | 20e : San Vigilio di Marebbe > Tre Cime di Lavaredo | Beat Breu          | Cortina d'Ampezzo |
| 1985  | 5e : Selva di Val Gardena > Vittorio Veneto         | Rafael Acevedo     | Auronzo di Cadore |
| 2007  | 15e : Trente > Tre Cime di Lavaredo                 | Leonardo Piepoli   | Cortina d'Ampezzo |
| 2013  | 20e : Silandro > Tre Cime di Lavaredo               | Pavel Brutt        | Cortina d'Ampezzo |
| 2018  | 15e : Tolmezzo > Sappada                            | Giulio Ciccone     | Cortina d'Ampezzo |
| 2023  | 19e : Longarone > Tre Cime di Lavaredo              | Derek Gee          | Cortina d'Ampezzo |